# Frederick Karl
Frederick Karl (ur. 1927  – zm. 30 kwietnia 2004 w Nowym Jorku), amerykański historyk literatury, autor biografii.
Autor m.in. prac poświęconych życiu i twórczości Josepha Conrada, a także przewodników po literaturze.
Niektóre książki:
- A Reader's Guide to the Great 20th Century English Novels
- Joseph Conrad: The Three Lives
- Americans Fictions 1940-1980